# Mine de Rudna
 (mars 2025).
La mine de Rudna est une mine souterraine de cuivre et d'argent située en Pologne.